# 존 커비 (변호사)
존 조지프 커비 주니어(영어: John Joseph Kirby Jr., 1939년 10월 22일 ~ 2019년 10월 2일)는 미국의 변호사이다. 1984년 유니버설 시티 스튜디오 대 닌텐도 사건에서 동키콩의 저작권에 대한 분쟁으로 유니버설 스튜디오에게 소송받은 닌텐도의 변호를 맡아 승소를 거둔 것으로 유명하다. 이후 닌텐도의 캐릭터 커비의 이름을 결정하는데 큰 영향을 줬다.

## 일생
커비는 폴스처치에서 1939년 10월 22일 존 조지프 커비와 L. 매건 커비 사이에서 태어났다.

## 경력
젊은 시절 커비는 1960년대 흑인민권운동이 정점에 있을 무렵 미국 법무부의 민권국 국장 존 도어의 조수로서 근무했다.

### 유니버설 시티 스튜디오 대 닌텐도
닌텐도는 커비의 도움을 받아 승소한 것에 대한 감사로 미화 3만 달러어치 배를 '동키콩'이라 이름지어 선물하고 "전세계에서 유일하게 '동키콩'을 배에 사용할 수 있는 권리"를 인정했다. 미야모토 시게루는 인터뷰에서 사쿠라이 마사히로가 창작한 캐릭터 커비가 존 커비의 이름을 딴 것이라는 소문에 대해 부분적인 사실이라 인정했다. 미야모토는 존 커비를 직접 대면한 적이 있었는데, 이후 캐릭터 이름후보를 물색하던 도중 '커비'라는 이름을 발견하자 "이 두 인물이 (같은 이름으로 인해) 연관이 생기면 웃기지 않을까"라는 생각이 들어 최종적으로 커비로 확정지은 요인이 됐다고 한다.